# Kanzleiabwickler
Die Bundesrechtsanwaltsordnung (BRAO) regelt in § 55 die Abwicklung einer Rechtsanwaltskanzlei durch einen Kanzleiabwickler. § 55 Absatz 1 BRAO sieht die Kanzleiabwicklung vor, wenn ein Rechtsanwalt gestorben ist. Absatz 5 erweitert den Anwendungsbereich auf die Fälle, in denen die Zulassung eines Rechtsanwalts erloschen (§ 13 BRAO), zurückgenommen (§ 14 Absatz 1 BRAO) oder widerrufen (§ 14 Absatz 2 BRAO) ist.
Die Aufgaben des Kanzleiabwicklers sind im Gesetz nicht zweifelsfrei formuliert. Gemäß § 55 Absatz 2 Satz 1 BRAO obliegt es dem Abwickler, die schwebenden Angelegenheiten abzuwickeln. Gemäß § 55 Absatz 2 Satz 2 Halbsatz 1 BRAO führt er die laufenden Aufträge fort. Es stellt sich insbesondere die Frage, ob sämtliche schwebenden Angelegenheiten der abzuwickelnden Kanzlei erfasst werden, also beispielsweise auch ihre tatsächliche Auflösung, oder ob der Anwendungsbereich durch den Zweck der Kanzleiabwicklung, der hauptsächlich im Schutz der Mandanten des ehemaligen Berufsträgers vor rechtlichen Nachteilen durch den Wegfall ihres Rechtsanwalts liegt, beschränkt wird.
Zum Kanzleiabwickler bestellt werden kann gemäß § 55 Absatz 1 BRAO ein Rechtsanwalt oder eine andere Person, welche die Befähigung zum Richteramt erlangt hat (Zur Definition des Begriffs „Befähigung zum Richteramt“ vgl. § 5 Absatz 1 Deutsches Richtergesetz).
Die Bestellung erfolgt durch die für den ehemaligen Rechtsanwalt örtlich zuständige Rechtsanwaltskammer. Rechtliche Besonderheiten gelten für die beim Bundesgerichtshof zugelassenen Rechtsanwälte (§ 173 Absatz 3 BRAO).
Das Recht der Kanzleiabwicklung innerhalb der Bundesrechtsanwaltskammer wird durch den dort bestehenden BRAK-Ausschuss betreut. Er hat Hinweise für die Tätigkeit des Abwicklers veröffentlicht, die in unregelmäßigen Abständen aktualisiert werden.